# 571. pehotni polk (Wehrmacht)
Za druge 571. polke glejte 571. polk.
571. pehotni polk (izvirno nemško Infanterie-Regiment 571) je bil eden izmed pehotnih polkov v sestavi redne nemške kopenske vojske med drugo svetovno vojno.

## Zgodovina
Polk je bil ustanovljen 15. novembra 1940 kot polk 13. vala na področju Malchina iz delov 247., 507. in 509. pehotnega polka; polk je bil dodeljen 302. pehotni diviziji.
15. oktobra 1942 je bil polk preimenovan v 571. grenadirski polk.